# Arroyo Naranjera
El arroyo Naranjera es un pequeño curso de agua de la provincia de Misiones, Argentina que desagua en el río Uruguay.
El mismo se encuentra en el departamento Guaraní de dicha provincia, nace en el borde oeste del refugio Premida y desemboca en el río Uruguay cerca de la localidad de Villa Comandante Andresito.
El arroyo desempeña un papel importante en la conservación ambiental, al sustentar hábitats de especies nativas de flora y fauna, y al contribuir al equilibrio hídrico y ecólogico de la région. 